# Ciruelar Chote
Ciruelar Chote är en ort i Mexiko.   Den ligger i kommunen Tantoyuca och delstaten Veracruz, i den sydöstra delen av landet, 230 km norr om huvudstaden Mexico City. Ciruelar Chote ligger 142 meter över havet och antalet invånare är 298.
Terrängen runt Ciruelar Chote är huvudsakligen platt, men söderut är den kuperad. Runt Ciruelar Chote är det ganska tätbefolkat, med 72 invånare per kvadratkilometer. Närmaste större samhälle är Tantoyuca, 5,7 km sydost om Ciruelar Chote. Trakten runt Ciruelar Chote består till största delen av jordbruksmark.